# جوفاني موسكا
جوفاني موسكا (14 يوليو 1908، روما. - 26 أكتوبر، ميلانو) (بالإيطالية: Giovanni Mosca)‏ هو مدرس وصحفي وعازف ورسام وكاتب ومؤلف مسرحي ومترجم وناقد سينمائي إيطالي.

## سيرته
بعد تخرجه من القضاة، بدأ مسيرته المهنية مُدرّسا في مدرسة "Dante Alighieri" الابتدائية في روما. خلال هذه الفترة التقى وتزوج زميلته "Teresa Caracciolo"؛ ورُزق معها أربعة أطفال ذكور: بنيديتو موسكا، أنتونيلو موسكا، ماوريتسيو موسكا (صحفي وكاتب عمود رياضي) وباولو موسكا (صحافي وكاتب).
في عام 1939، أشار إلى فترة تدريسه في كتاب «ذكريات المدرسة» (Ricordi di scuola).

## راوابط خارجية
- صفحة عبد العلي الودغيري على موقع goodreads.com